# Charvensod
Charvensod (arpità Tsarveunsoù) és un municipi italià, situat a la regió de Vall d'Aosta. L'any 2007 tenia 2.368 habitants. Limita amb els municipis d'Aosta al nord, Brissogne i Cogne al sud, Gressan a l'oest, i Pollein a l'est.

## Administració

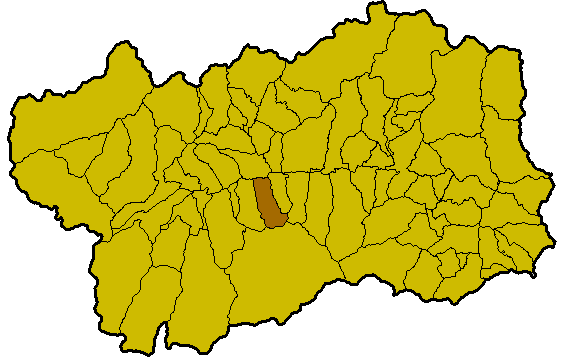
Situació de Charvensod a la Vall

| Període | Identitat   | Partit        |
| ------- | ----------- | ------------- |
| 2005-   | Ennio Subet | Llista cívica |